# Heinrich Campendonk
Heinrich Campendonk, né à Krefeld (province de Rhénanie) le 3 novembre 1889 et mort à Amsterdam (Pays-Bas) le 9 mai 1957 , est un artiste peintre, graveur et dessinateur de vitrail allemand, rattaché à l'expressionnisme, membre pour un temps (de 1911 à 1912) du mouvement artistique munichois Der Blaue Reiter.

## Biographie
Campendonk étudie à l'école des Beaux-Arts de Krefeld de 1905 à 1909. Son professeur est le peintre symboliste Johan Thorn Prikker. En 1911, il adhère sur l'invitation d'August Macke au groupe Der Blaue Reiter.
Chassé par les nazis dès 1934 et déclaré « artiste dégénéré » en 1937, Campendonk se réfugie aux Pays-Bas où il enseigne à la Rijksakademie van beeldende kunsten d'Amsterdam et finit sa vie sans jamais retourner en Allemagne. Avant sa mort, il prend la nationalité néerlandaise.
Très doué dans le domaine des arts décoratifs, il se voit décerner le grand prix pour un vitrail présenté à l'Exposition universelle de 1937 à Paris.

## Affaire des faux de la galerie Alfred Flechtheim
Campendonk, qui n'est pas l'un des peintres les plus connus de l'expressionnisme allemand, voit sa cote bondir avant que n'éclate l'affaire des faux tableaux censés provenir de la galerie Alfred Flechtheim. En effet, le Tableau rouge avec chevaux est un faux, peint par Wolfgang Beltracchi. L'affaire éclata parce qu'il avait utilisé de la peinture contenant du blanc de titane — qui n'était pas en vente à l'époque de réalisation du tableau — pour réaliser ce faux.

## Amsterdam

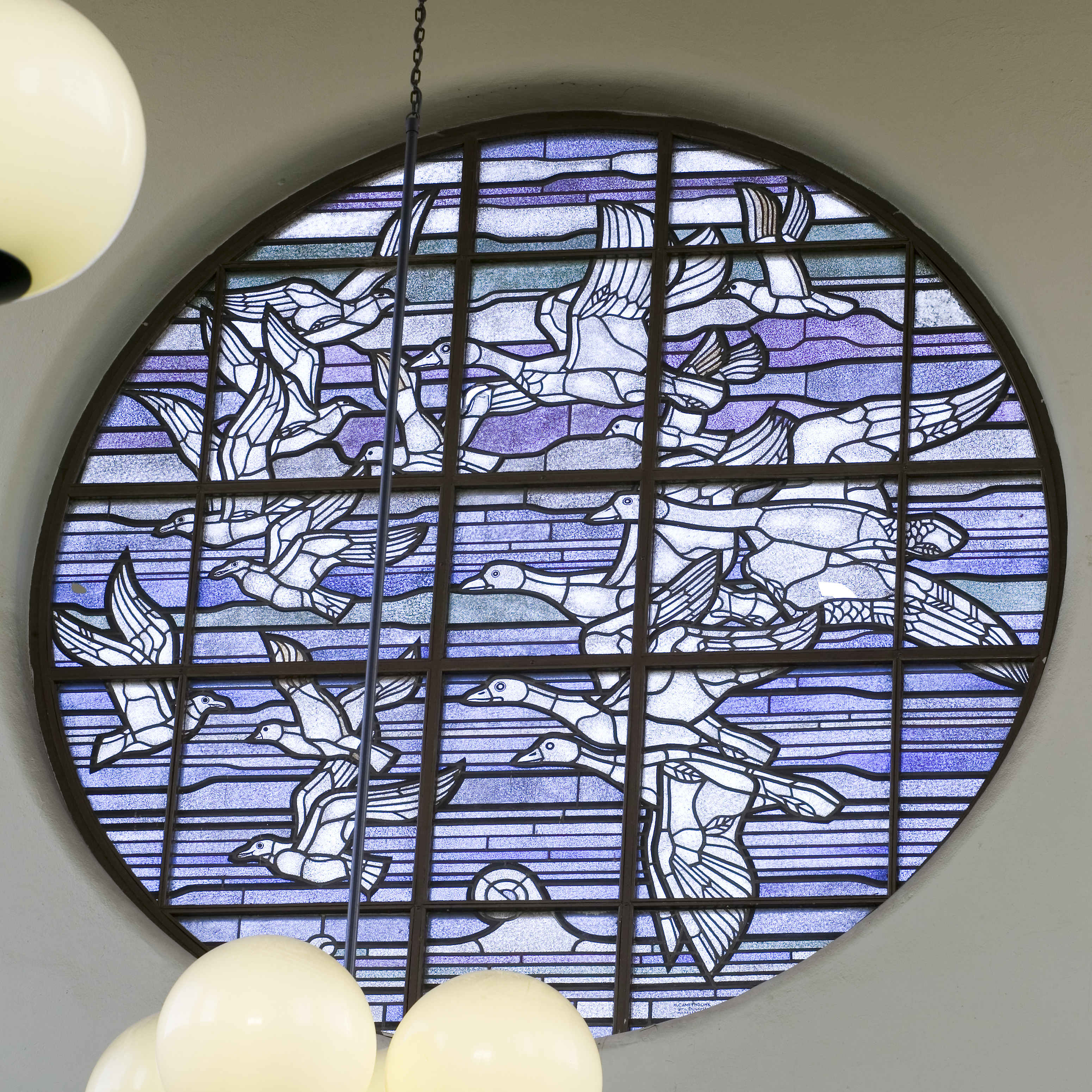
Amsterdam Muiderpoort.
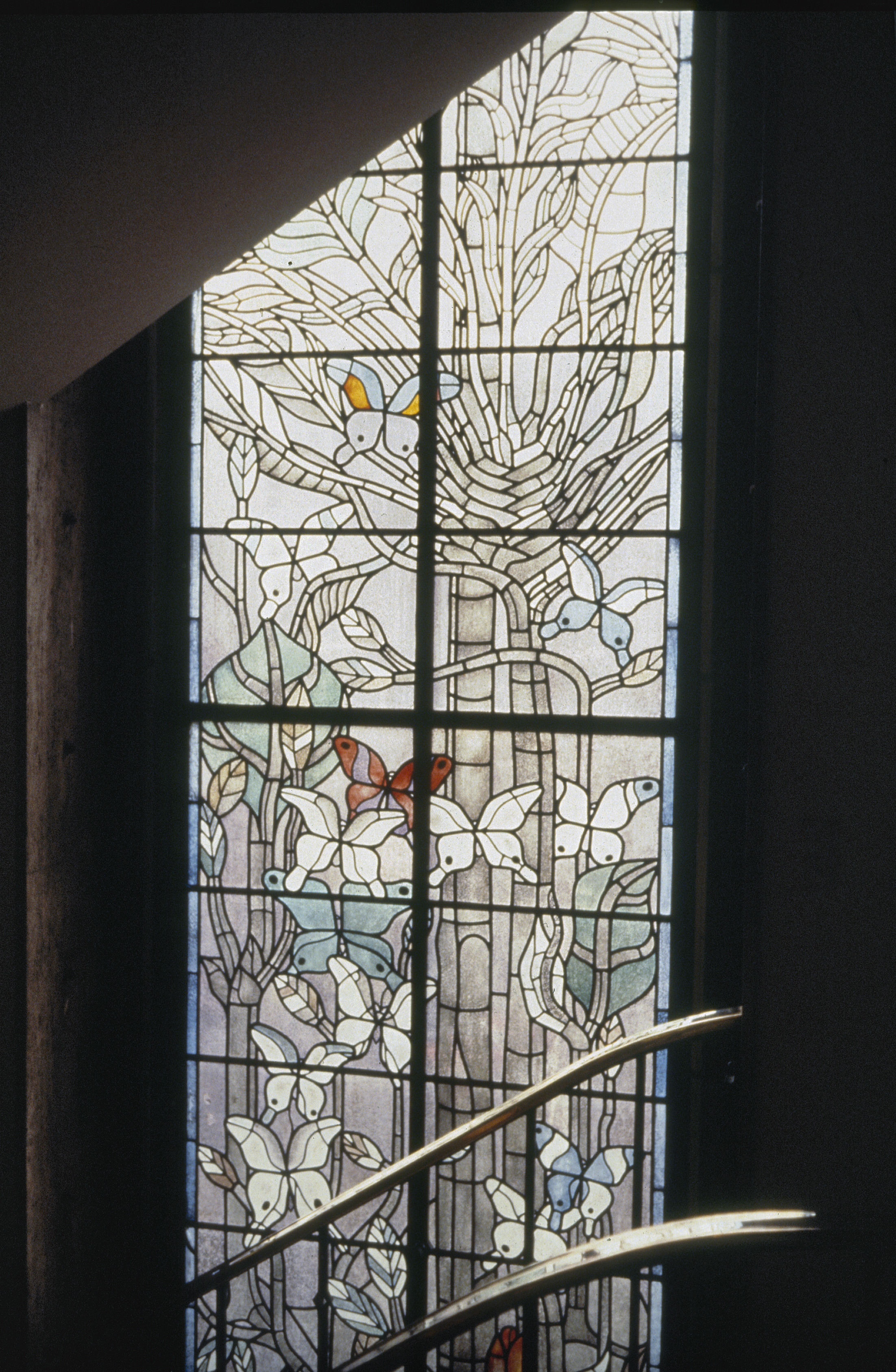
Keizersgracht 369.
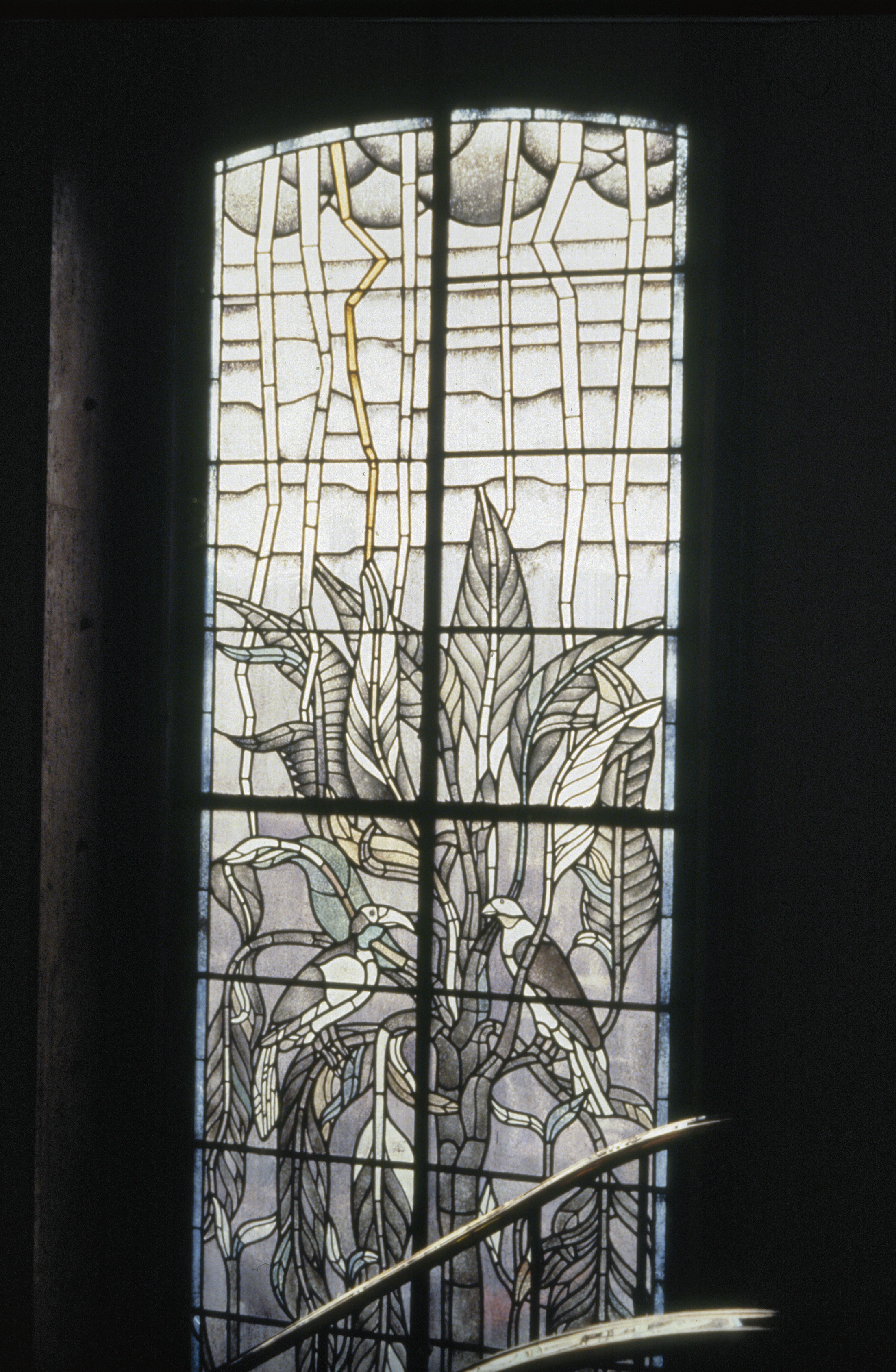
Keizersgracht 369.
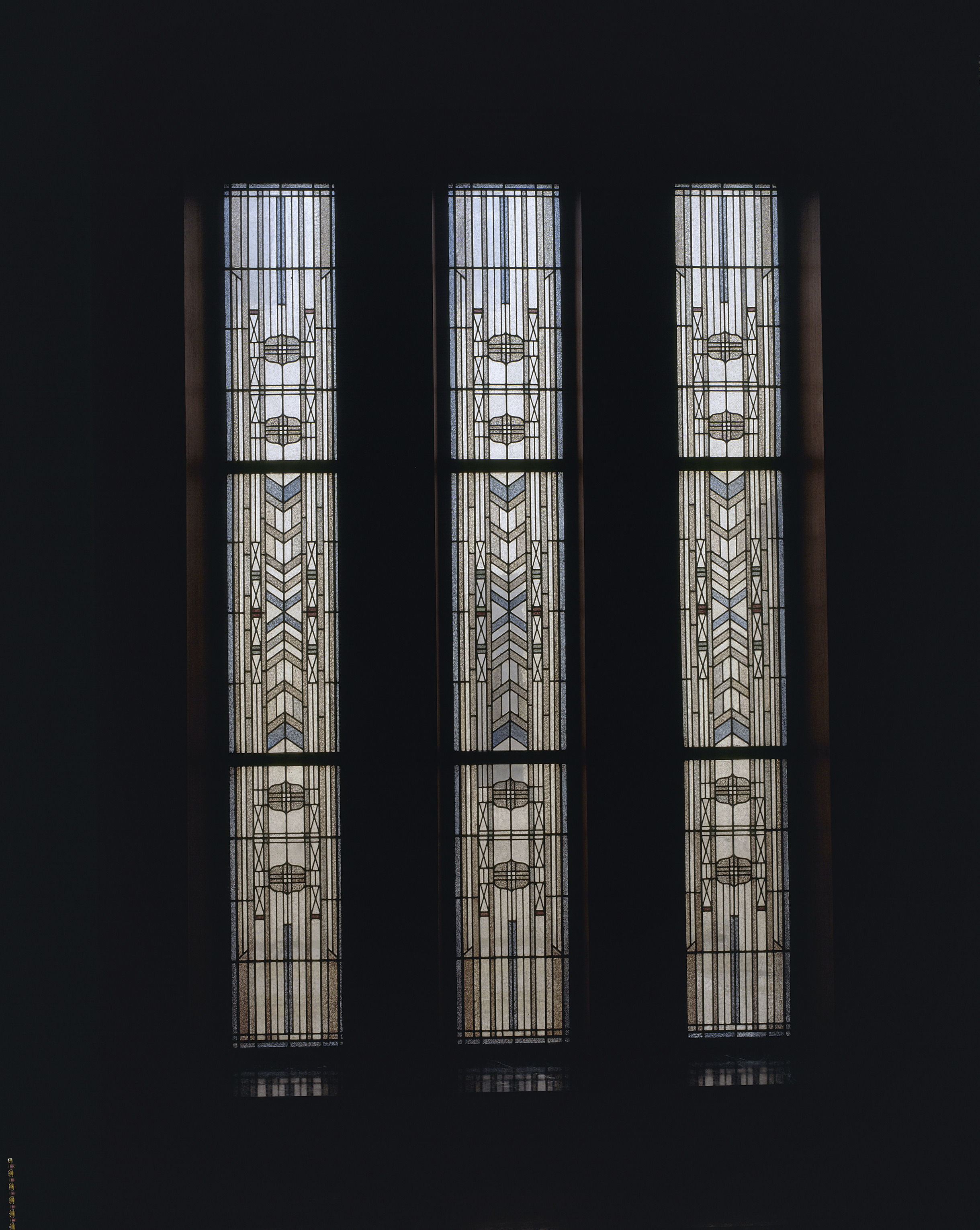
Keizersgracht 662.
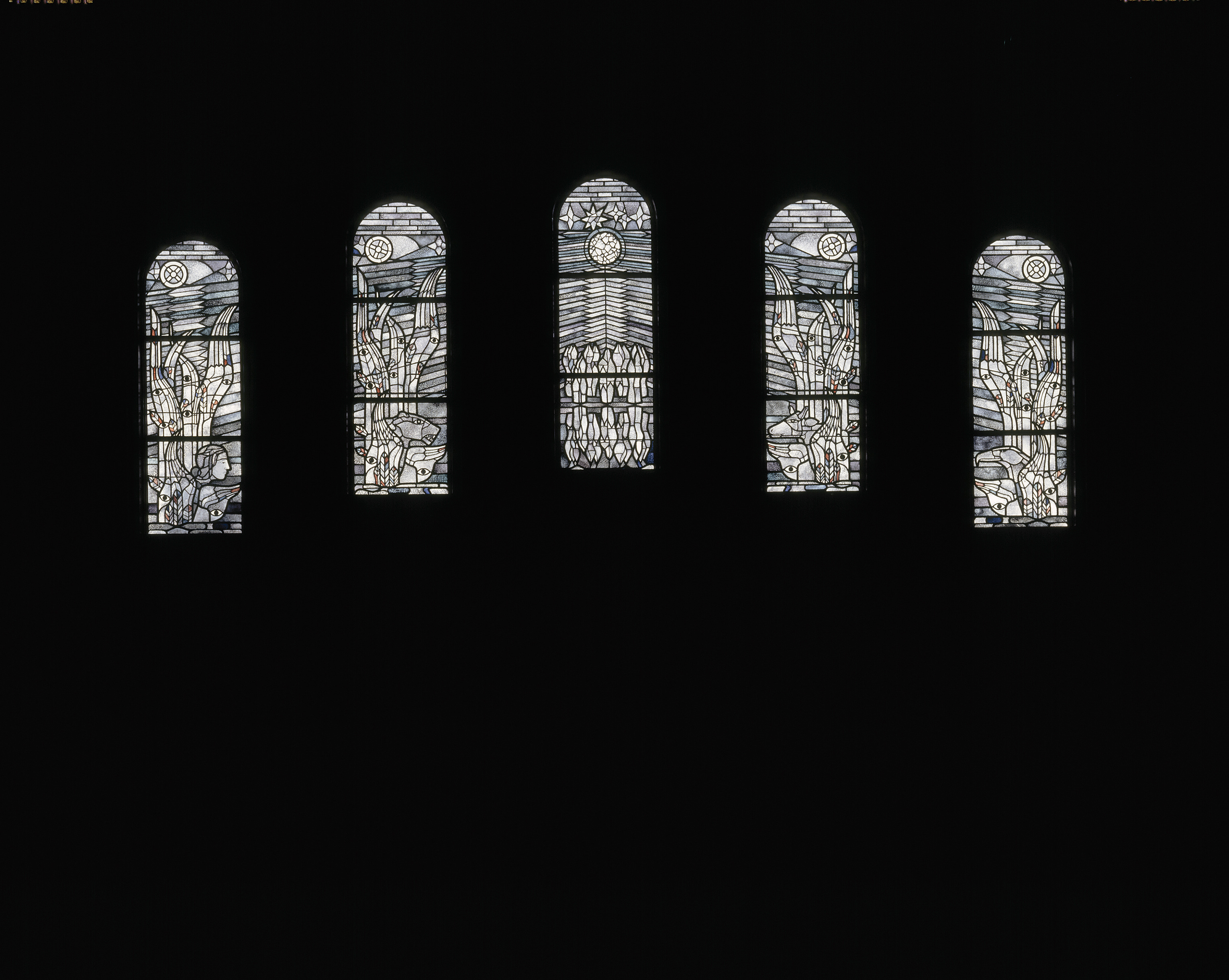
Richard Wagnerstraat 32.